# Annie Romeinplein
Het Annie Romeinplein is een plein in Amsterdam-Zuidoost.
Het plein kreeg op 13 mei 1997 haar naam; per raadsbesluit van Stadsdeel Zuidoost werd het vernoemd naar schrijfster Annie Romein-Verschoor. Het plein ligt ingeklemd tussen de flats Geldershoofd en Gravestein aan de noordkant en de Bijlmerdreef een zuidkant. 
Oorspronkelijk bevond zich hier sinds 1975 het winkelcentrum Ganzenhoef dat conform de voor de Bijlmermeer toen geldende stedebouwkundige inzichten, gelegen was in de ruimten onder de verhoogd liggende Bijlmerdreef en Elsrijkdreef maar ook onder de parkeergarages van Gliphoeve, Gerenstein, Groeneveen en Gooioord. De architect van het winkelcentrum en multifunctionele subcentrum was Evert Jelle Jelles. Na nog geen 21 jaar werd het verloederde winkelcentrum gesloopt in het kader van de vernieuwing van de Bijlmermeer   
Het plein ontstond na een grootscheepse sanering van het gebied en ligt iets westelijker dan het oude winkelcentrum en het winkelcentrum kreeg de naam Ganzenpoort. Hierbij werd het dijklichaam en de viaducten waarop de Bijlmerdreef en Elsrijkdreef hier lagen werd afgegraven en parkeergarages werden afgebroken. Ook een stukje bij de flats behorend groen werd opgeofferd om tot een overzichtelijk plein te komen. Het Nellesteinpad doorkruist het plein noord naar zuid; het Ganzenhoefpad van west naar oost.
Aan het plein staan gebouwen genummerd 4 tot en met 55, maar de nummers 37 tot en met 40 ontbreken. Het betreft hier gebouwen neergezet tijdens de wederopbouw na de sanering begin 21e eeuw, circa 2002-2005. Ze staan rondom het plein met straten voor bestemmingsverkeer. De flats aan de noordzijde zijn de gerenoveerde flats die in de jaren slechts één naam hadden: Gliphoeve. Het middendeel van het plein biedt ruimte aan een markt die elke zaterdag wordt gehouden.
Voor wat kunst in de openbare ruimte is het werk Handle with care op de zijgevel van Geldershoofd niet te missen. Openbaar vervoer is te vinden op de Bijlmerdreef, Elsrijkdreef en het metrostation Ganzenhoef. 

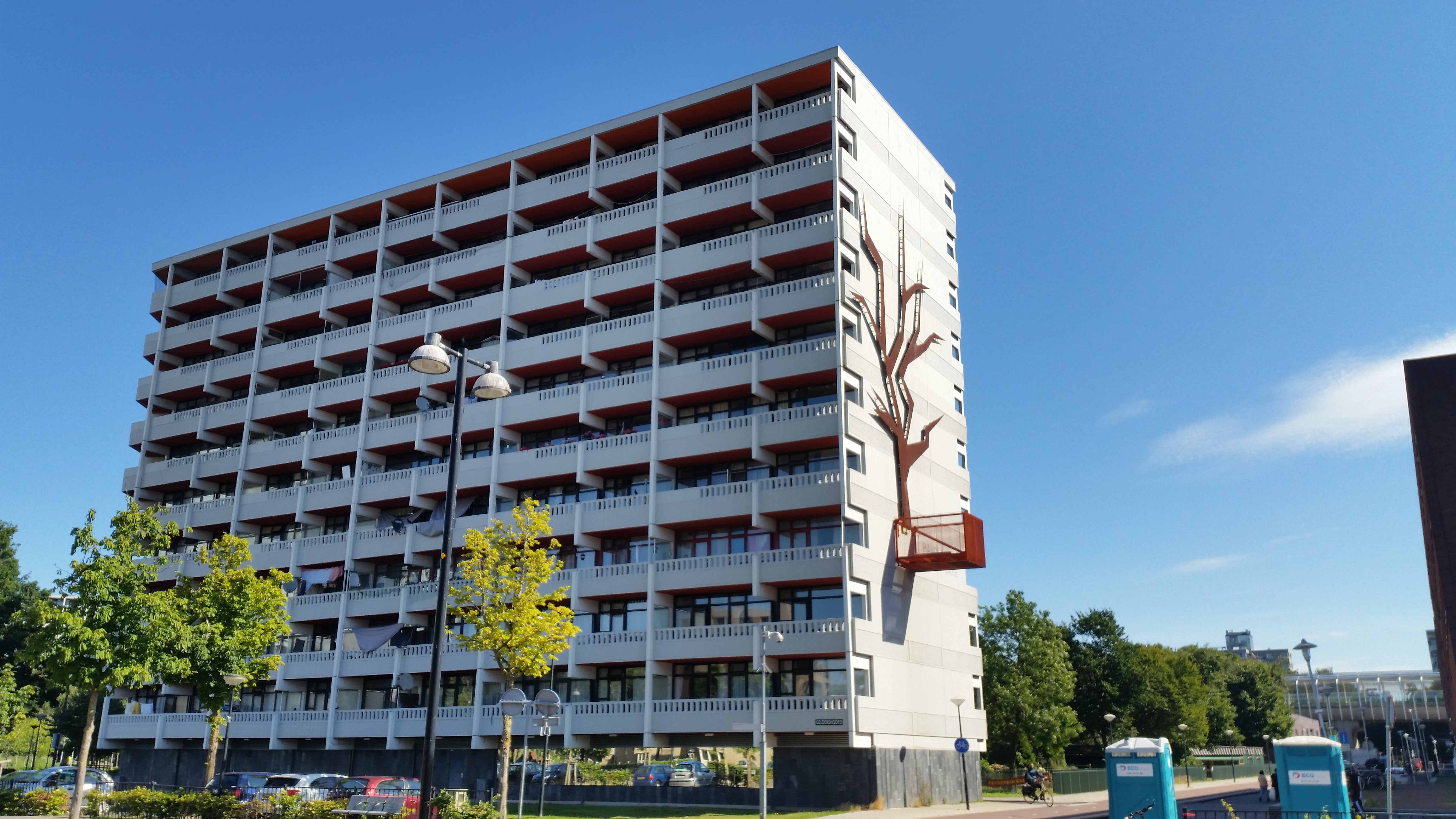
Geldershoofd met Handle with care (augustus 2020)

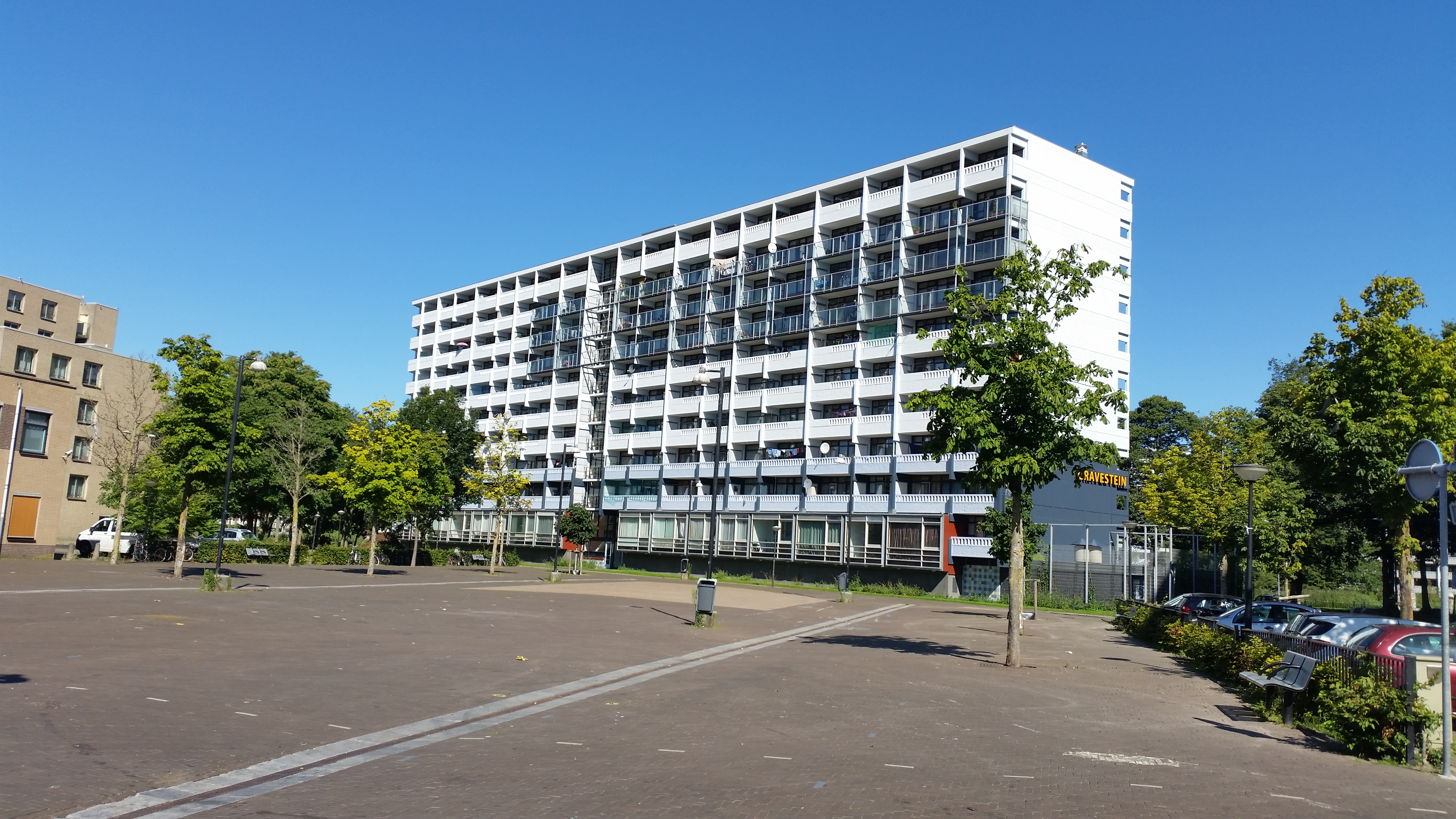
Gravestein (augustus 2020)